# Portugisiskspråkiga Wikipedia
Portugisiskspråkiga Wikipedia är en utgåva av Wikipedia på portugisiska, och hade den 19 maj 2007 cirka 250 000 artiklar. Den kan vara skriven antingen på europeisk portugisiska eller brasiliansk portugisiska. 2005 röstades ett förslag om att skapa en fork för "brasilianska Wikipedia" (pt-br) ner av Wikipediasamfundet.
Den startade i juni 2001. Från slutet av 2004 började den växa snabbt. I maj 2004 var det den sjuttonde största utgåvan. I maj 2005 gick den om spanskspråkiga Wikipedia och italienskspråkiga Wikipedia. Den var i december 2006 den åttonde största Wikipediaversionen. Den har för närvarande 1 145 742 artiklar.